# Metropolia di Francia

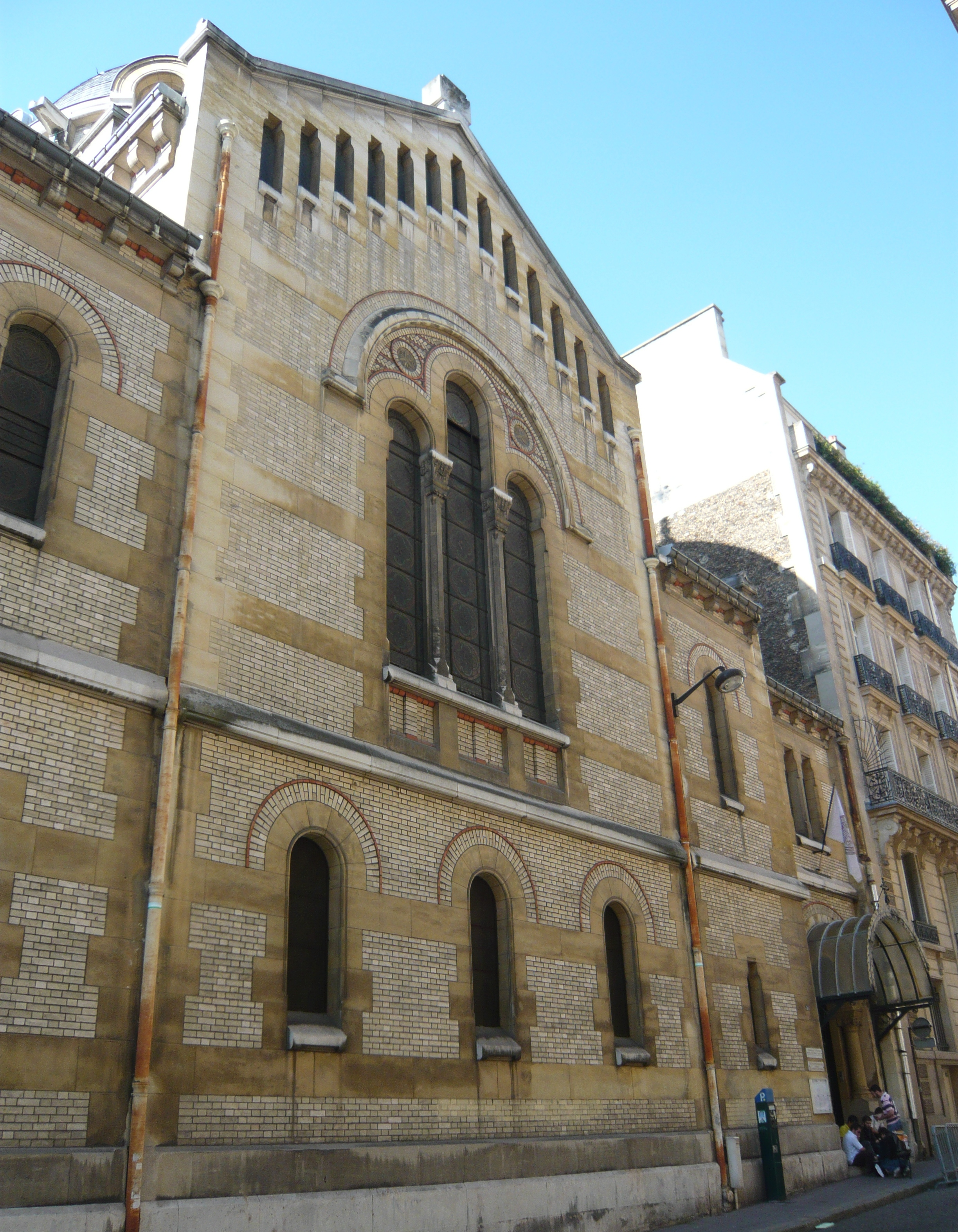
La cattedrale di Santo Stefano a Parigi.

La metropolia di Francia (in greco: Ιερά Μητρόπολις Γαλλίας; Ierá Mitrópolis Gallías - in francese: Métropole orthodoxe grecque de France) è una sede del patriarcato ecumenico di Costantinopoli con giurisdizione sulla Francia.
Dal 20 luglio 2021 il metropolita è Dimitrios Ploumis.

## Territorio
La metropolia estende la sua giurisdizione sui fedeli greco-ortodossi del patriarcato ecumenico di Costantinopoli residenti in Francia.
La sede metropolitana è a Parigi, dove si trova la cattdrale di Santo Stefano.
La metropolia comprende una trentina di parrocchie, raggruppate in tre regioni (nord, centro e sud), e 6 monasteri.

## Storia
La metropolia fu istituita il 5 febbraio 1963, ricavandone il territorio dalla metropolia di Tiatira e Gran Bretagna, e all'epoca comprendeva le parrocchie greco-ortodosse di Francia, Belgio, Lussemburgo, Spagna e Portogallo. Il metropolita Meletios Karabinis (1914-1993) fu nominato primate il 22 ottobre 1963 e rimase a capo della metropolia fino alle sue dimissioni per motivi di salute il 9 giugno 1988.
Nell'agosto 1969, le parrocchie greche di Belgio e Lussemburgo furono incorporate in una metropolia di nuova costituzione, la metropolia del Belgio. Allo stesso modo, nel 2003 le parrocchie di Spagna, Portogallo e Andorra furono incorporate nella metropolia di Spagna e Portogallo.
Nel novembre del 2018 il patriarcato soppresse l'Arcidiocesi delle parrocchie dell'Europa occidentale di tradizione russa. Molte di queste parrocchie chiesero e ottennero l'adesione al patriarcato di Mosca (l'odierna Arcieparchia delle parrocchie di tradizione russa dell'Europa occidentale). Una ventina di parrocchie invece rimasero unite al patriarcato di Costantinopoli e furono annesse alla metropolia di Francia, costituendo uno speciale "vicariato di tradizione russa della Metropolia di Francia" (Vicariat Sainte-Marie-de-Paris-et-Saint-Alexis-d’Ugine) costituito nel gennaio 2020.

## Cronotassi
- Meletios Karampinis † (22 ottobre 1963 - 9 giugno 1988 dimesso)[6]
- Meletios Kalligiorgis (9 giugno 1988 - 20 gennaio 2003 eletto metropolita della Svizzera)[7]
- Emmanuel Adamakis (20 gennaio 2003 - 16 febbraio 2021 eletto metropolita di Calcedonia)[8]
- Dimitrios Ploumis, dal 20 luglio 2021